# Ekodesign

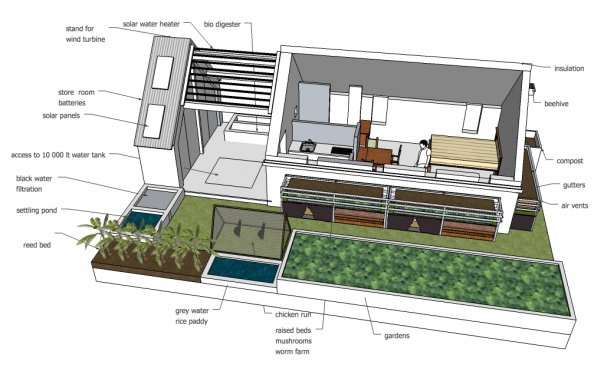
Ekodesignat hus

Ekodesign är ett begrepp för olika former av design av produkter där man vill energieffektivisera och hålla en klass som följer hög miljöprestanda. Ekodesign syftar att bidra till en hållbar utveckling. Ekodesign som begrepp kommer från det nästan historiska ekodesigndirektivet från EU som är svensk lag genom Lag (2008:1112) om ekodesign. Ekodesigndirektivetär ett ramdirektiv från EU. Ekodesign innebär att man integrerar ett livscykelkostnadsperspektiv från utveckling, tillverkning till brukande av produkten och slutanvändning. Lagstiftningen om ekodesign som reviderades 2009 är ganska klar på området även om det krånglas till lite av att 14 olika myndigheter ska få ihop direktiv med lagar och föreskrifter samt mänskliga rättigheter. Målet med ekodesign som blivit det vedertagna begreppet är att nå EU:s 2020-mål med minskning av den totala energiförbrukningen med 20 procent. Under 2021 uppdaterades direktivet för ett antal produktgrupper för att höja kraven på reparerbarhet.
Kungliga Tekniska högskolan har gjort en djupgående analys där man kan se ekodesign från en akademisk synvinkel med livscykelanalys och konsekvenserna av föroreningar med mera.